# Yngve Lindegren
Yngve Reimar Lindegren, född 26 april 1912 i Göteborg, död 9 april 1990 i Göteborg, var en svensk fotbollsspelare (anfallare) som säsongen 1938/39 blev allsvensk skyttekung med 16 mål. Titeln delade han med Erik "Lillis" Persson och Ove Andersson.
Lindegren, som spelade för Örgryte IS under 1930-talet, fick trots skytteligatiteln aldrig göra någon landskamp. Han är begravd på Kvibergs kyrkogård i Göteborg.

### Webbsidor
- Svenska landslagsmän, svenskfotboll.se, läst 2013 01 29